# Aile vestigiale

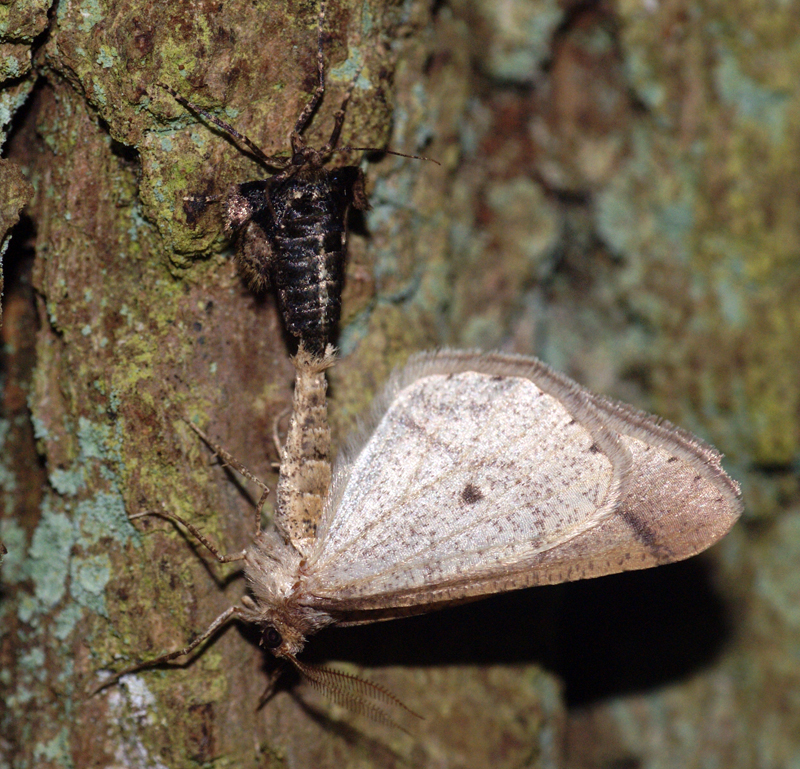
Couple dAgriopis marginaria. La femelle est microptère

Une aile vestigiale est un organe vestigial, c'est-à-dire atrophié au cours de l'évolution. Un animal qui a des ailes trop petites pour voler est un microptère, du grec ancien mikros (petit), et pterón (aile).

## Oiseaux
Certains oiseaux ont des ailes vestigiales, avec lesquelles ils sont incapables de voler (ex: autruches, kiwis).

## Insectes

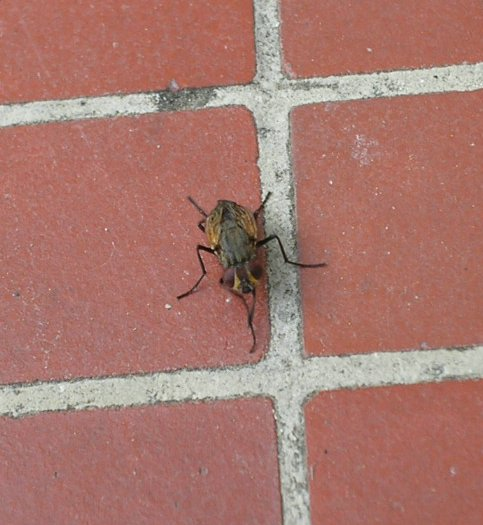
Aspect d'ailes vestigiales chez une mouche domestique

Chez les insectes, en particulier chez la mouche du vinaigre Drosophila melanogaster, on a mis en évidence un gène nommé "aile vestigiale", dont l'expression inhibe la prolifération des cellules et perturbe la forme de la lame de l'aile en altérant l'orientation préférentielle des divisions cellulaires.
Ce gène est un cas classique de monohybridisme dans la théorie de transmission des caractères de Mendel (gènes mendéliens). Il est abrégé vg pour un allèle mutant déterminant le phénotype ailes vestigiales et vg+ pour le type "sauvage" aux ailes normales.
Un croisement entre une mouche homozygote vg/vg et une mouche homozygote vg+/vg+ donne une descendance F1 hétérozygote vg/vg+ dont le phénotype est à ailes normales.
Le gène vg+ est donc dominant et vg est récessif.
Le croisement de deux individus de F1 vg/vg+ donne une descendance ayant trois génotypes : vg+/vg+ (1/4 des individus), vg/vg+ (2/4) et vg/vg (1/4). Les deux premiers génotypes sont du phénotype ailes normales et seuls les individus vg/vg présentent le phénotype ailes vestigiales.